# ديف فالنتين
ديف فالنتين (بالإنجليزية: Dave Valentin)‏ هو عازف جاز أمريكي، ولد في 29 أبريل 1952 في نيويورك في الولايات المتحدة، وتوفي في 8 مارس 2017 في ذا برونكس في الولايات المتحدة بسبب سكتة.

## وصلات خارجية
- ديف فالنتين على موقع IMDb (الإنجليزية)
- ديف فالنتين على موقع ميوزك برينز (الإنجليزية)
- ديف فالنتين على موقع أول ميوزيك (الإنجليزية)
- ديف فالنتين على موقع ديسكوغز (الإنجليزية)